# Pristimantis gutturalis
Pristimantis gutturalis é uma espécie de anfíbio  da família Craugastoridae.
Pode ser encontrada nos seguintes países: Brasil, Guiana Francesa e Suriname.
Os seus habitats naturais são: florestas subtropicais ou tropicais húmidas de baixa altitude.
Está ameaçada por perda de habitat.